# Elma (cràter)
Elma és un cràter d'impacte en el planeta Venus de 10,2 km de diàmetre. Porta el nom d'un antropònim finès, i el seu nom va ser aprovat per la Unió Astronòmica Internacional el 1997.